# Институт по отбрана „Професор Цветан Лазаров“
Институтът по отбрана „Професор Цветан Лазаров“ е научно-технически институт към Министерството на отбраната.

## История
Създаден е с постановление № 140 на Министерския съвет от 4 юни 2009 г. под името Институт по отбрана. На 21 януари 2014 г. с постановление № 5 му е дадено името „Професор Цветан Лазаров“. Институтът се занимава с конструкторска и научно-приложна дейност, като осъществява 9 докторски програми. В рамките на Института работи Изпитвателна лаборатория на Министерството на отбраната, Централна изпитвателна лаборатория за тилови имущества, Централна лаборатория за измервателна техника. Състои се от следните дирекции: „Административно и финансово осигуряване“, „Военна стандартизация качество и сертификация“, „Развитие на въоръжението, техниката, тиловите имущества и материали“, „Развитие на системите C4I“ и „Изпитвания и контролни измервания на въоръжение, техника и имущества“. Директор на Института от 2017 г. е полк. дн. доц. Борислав Генов.

## Директори
- о. р. полк. доц. д-р Стоян Балабанов (2010 – 2016)
- проф. д-р Тодор Тагарев (3 май 2016 – 31 март 2017)
- полк. д-р инж. Димитър Кирков (31 март 2017 – 8 септември 2021)
- полк. дн. доц. Борислав Генов (от 8 септември 2021 г.)